# Geschichte und Archäologie Pierias

Karte des makedonischen Königreichs

Dies ist eine Betrachtung wichtiger geschichtlicher Entwicklungen und archäologischer Funde am Olymp (griechisch Όλυμπος) und in Pieria (Πιερία), Zentralmakedonien über verschiedene Epochen hinweg. Während der letzten Jahrzehnte wurden in der Umgebung des makedonischen Olymp antike Stätten ausgegraben, beginnend vom Neolithikum bis zur byzantinischen Periode.

## Lage
Die Präfektur Pieria ist der südlichste Regionalbezirk Zentralmakedoniens, mit dem Hauptort Katerini; Pieria grenzt im Süden an Thessalien.

## Geschichtlich und archäologisch bedeutsame Epochen

### Neolithikum, ca. 6500 bis 3000 v. Chr.
Im 7. Jahrtausend v. Chr. wurde die Gegend am Olymp und am Pieria-Gebirge, möglicherweise vom Osten her, besiedelt. Die Umgebung bot den Siedlern gute Lebensbedingungen, wie ein mildes Klima, Wasser, fruchtbaren Ackerboden und Jagdgründe. Funde aus dieser Zeit stammen aus der Umgebung von Korinos, Ritini, Pigi Athinas und Makrygialos. Reste von Siedlungen sind kaum ausgegraben worden, gefunden wurden aber Gräber mit verschiedenen Grabbeigaben: steinerne und tönerne Figuren, Tongefäße, Werkzeuge aus Knochen und Stein, Pfeilspitzen aus Feuerstein und Schmuckstücke, die aus Knochen oder Ton gefertigt wurden.

### Bronzezeit, ca. 3000 bis 1000 v. Chr.

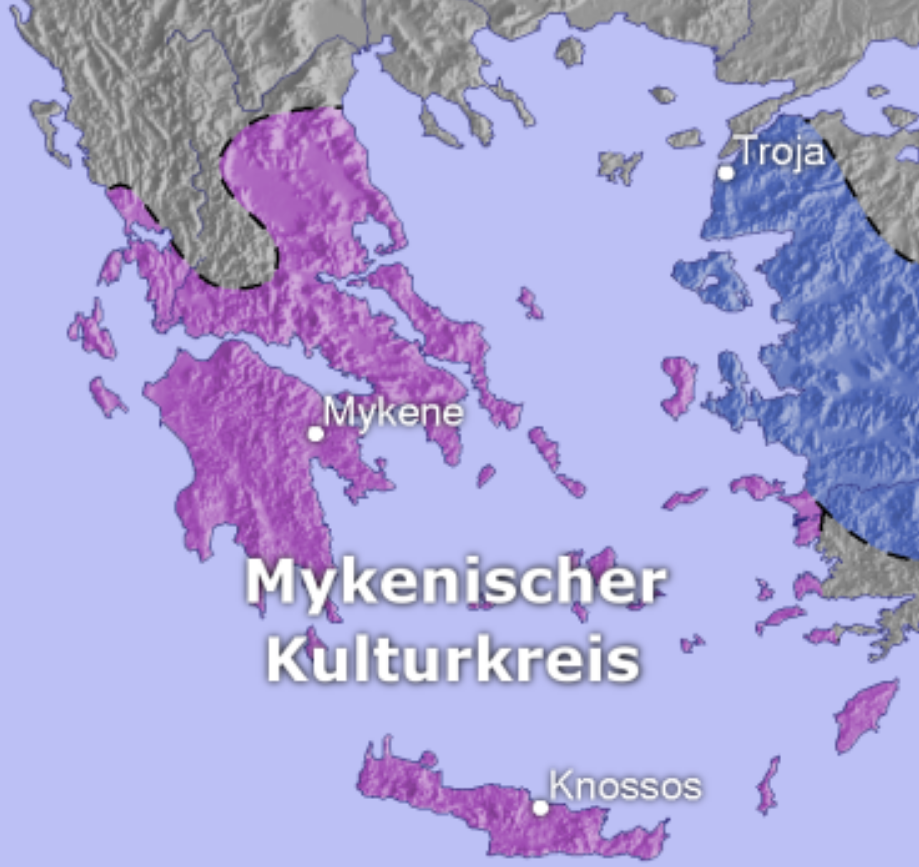
Mykenischer Kulturkreis (ca. 1400 v. Chr.)

Die Besiedlung verlagerte sich in der Bronzezeit von den Bergen in Richtung Meer. Die Metallverarbeitung, die Seefahrt und der damit verbundene Handel brachten einigen Wohlstand in die Region. Die archäologischen Funde aus dieser Epoche stammen unter anderem aus Platamonas (dem antiken Heraklion), Aiginio, dem antiken Methone, dem antiken Pydna, Pigi Artemidos, Trimbina, Kitros (Louloudies) und Korinos.
Neben einzelnen Gräbern wurden auch Nekropolen und Siedlungen entdeckt. Die Funde aus dieser Zeit umfassen neben Tongefäßen und in die Erde eingelassenen tönernen Vorratsgefäßen, auch metallene Werkzeuge und Waffen, sowie Schmuck aus Gold, Silber, Bronze und Glas.

#### Mykenische Periode, ca. 1650 bis 1050 v. Chr.
Die späte Bronzezeit wird im südlichen Griechenland und Kreta als mykenische Periode bezeichnet, da diese Gebiete unter dem kulturellen Einfluss Mykenes standen. In dieser Zeit wurden nicht nur mykenische Waren im Mittelmeerraum gehandelt, sondern auch die Sitten und Gebräuche übernommen. Überliefert aus dieser Zeit sind mykenische Gräber und Tonwaren, wobei letztere sehr hilfreich bei der Datierung archäologischer Funde sind. Die Nordgrenze der Verbreitung der mykenischen Kultur liegt in Pieria, weiter nördlich wurden bisher keine Anzeichen entdeckt.

### Eisenzeit, ca. 1000 bis 700 v. Chr.

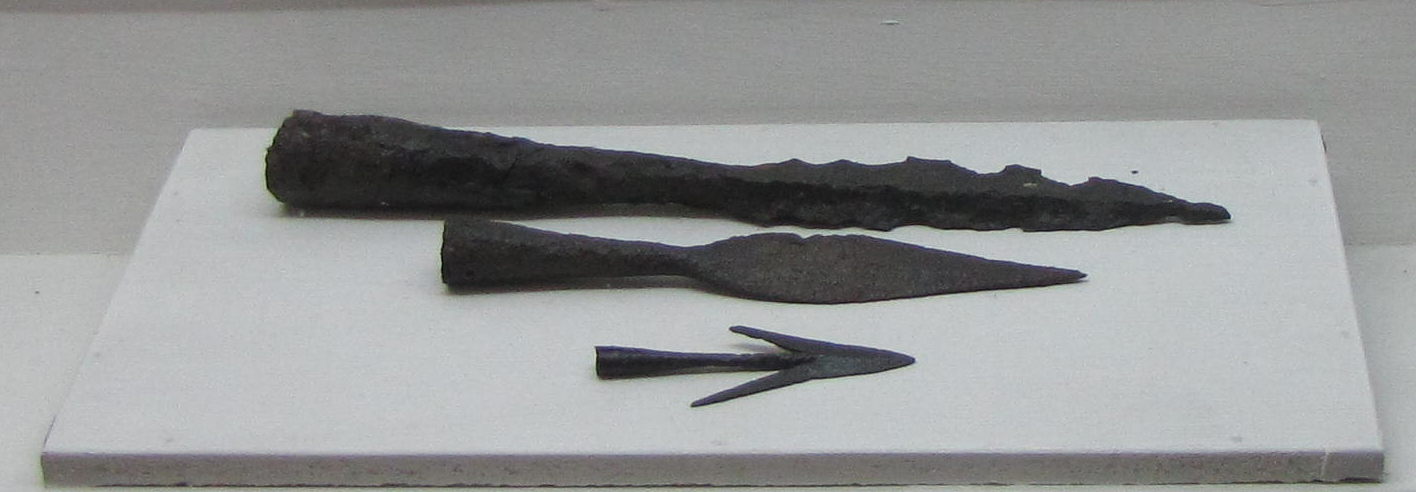
Waffenteile, Eisenzeit

- Aus Kerkira (Korfu) vertriebene Siedler, die ursprünglich aus Eretria (Euböa) stammten, siedelten sich in der zweiten Hälfte des 8. Jahrhunderts v. Chr. im antiken Methone an.
- Um 800 v. Chr. wurde das antike Leibethra besiedelt.
- In Methone wurde in griechischer Schrift geschrieben.
- Vermutlich in der zweiten Hälfte des 8. Jahrhunderts v. Chr. schrieb Homer die Odyssee und die Ilias. Er legte damit den Grundstein zur griechischen Mythologie, deren Götter auf dem Olymp residierten.

Die Bevölkerung im Bereich der Küste wuchs, einige Siedlungen der Bronzezeit wurden offenbar aufgegeben. Man besiedelte eher Orte, die einen natürlichen Schutz boten (zum Beispiel Sfendami, Kouko oder Livadi), bestehende Siedlungen wurden befestigt (das antike Methone mit einer drei Meter hohen Mauer). Handelsbeziehungen wurden ausgebaut und das phönizische Alphabet eingeführt und für die griechische Sprache modifiziert.
Funde aus dieser Zeit sind neben Schmuck, Tonwaren, Waffen und Werkzeugen auch Reste hölzerner Grabeinfassungen.

### Archaische und klassische griechische Periode, ca. 700 bis 323 v. Chr.

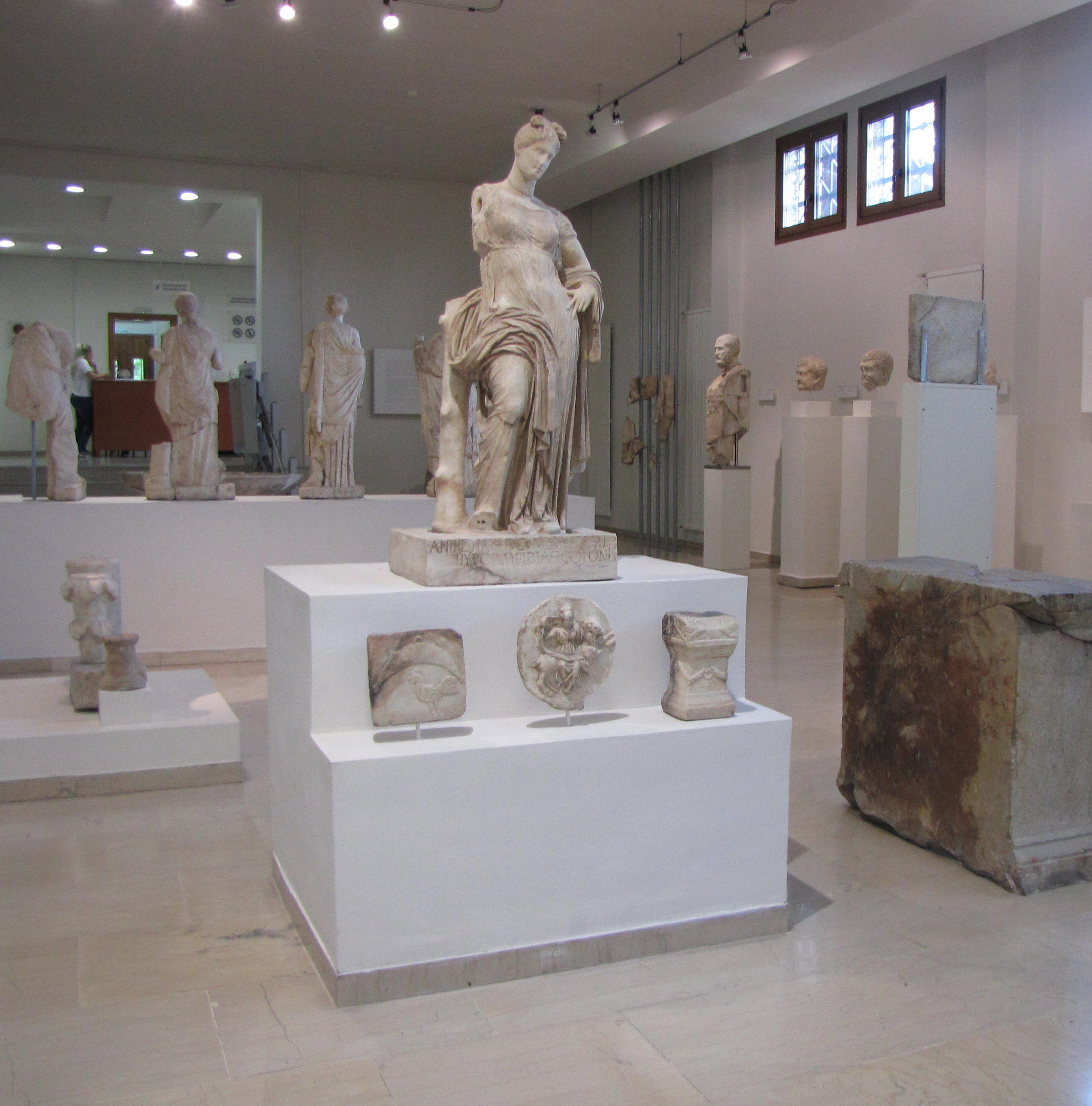
Archäologisches Museum, Dion

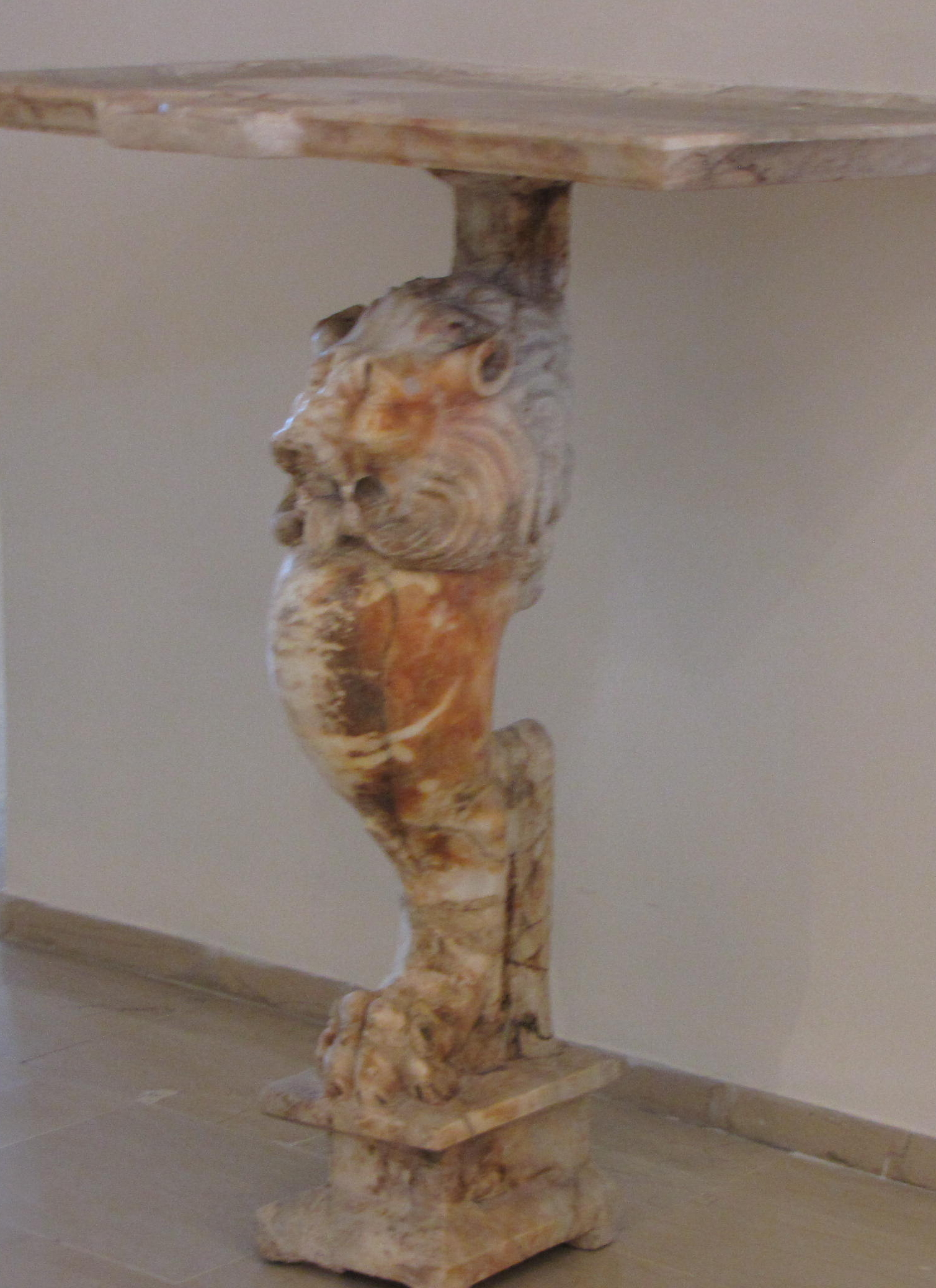
Marmortisch mit Löwenfuß

- Die Erzeugung von Eisen hat sich über Europa verbreitet.
- Hesiod schrieb die Theogonie und etablierte damit den Götterkult des antiken Griechenlands.[7]
- Um 700 v. Chr. wurde das makedonische Königreich gegründet.
- In der ersten Hälfte des 5. Jahrhunderts v. Chr. führte Alexander I. das Münzwesen im Makedonischen Königreich ein.
- 432 v. Chr. wurde Pydna von den Athenern belagert.[8]
- Um 424 v. Chr. erwähnte Thukydides erstmals die Existenz Dions.[9]
- Nach der Einnahme Pydnas durch König Archelaos, 410 v. Chr., ließ er die Stadt 20 Stadien weit ins Inland verlegen.[10]
- Ende des 5. Jahrhunderts v. Chr. verlegte Archelaos die Hauptstadt des Königreichs von Aegae (heute Vergina) nach Pella. Er führte die Olympischen Spiele in Dion ein, ein neuntägiges Fest zu Ehren der neun Musen.
- Im 2. Viertel des 4. Jahrhunderts v. Chr. wurden die makedonischen Gräber von Katerini errichtet. Der Fund einer Münze aus der Zeit Amyntas III. untermauert diese Datierung.
- Im späten 4. Jahrhundert v. Chr. wurden die makedonischen Gräber von Korinos erbaut; man geht von deren Nutzung bis Anfang des 3. Jahrhunderts v. Chr. aus.[11]
- 356 v. Chr. kam Alexander der Große zur Welt.
- 354 v. Chr. belagerte und besiegte Philip II. Methone.[12]
- Vor seinem Feldzug gegen die Perser brachte Alexander den Göttern Opfer in Dion dar.
- Nach der Schlacht am Granikos (334 v. Chr.) ließ Alexander von dem angesehenen Bildhauer Lysippos 25 Bronzestatuen der in der Schlacht am Granikos gefallenen Reiter errichten und im Zeus-Olympios-Heiligtum, in Dion, aufstellen.

### Hellenistische Periode, ca. 323 bis 146 v. Chr.
- 323 v. Chr. starb Alexander der Große.
- 219 v. Chr. wurde Dion von den Aitolern vernichtet. Philipp V. ließ die Stadt wieder aufbauen.
- 169 v. Chr. bezogen die Römer ihr Heerlager in der Ebene zwischen Heraklion (heute Platamonas) und Leibethra.
- 168 v. Chr. wurde der makedonische König Perseus in der Schlacht von Pydna durch den römischen Heerführer Lucius Aemilius Paullus besiegt. Makedonien wird von den Römern in vier Regionen geteilt, die makedonische Elite wird des Landes verwiesen.[13]
- 148 v. Chr. versuchte Andriscus mit Hilfe eines Heers von Thrakern und der Unterstützung der einheimischen Bevölkerung Makedonien von den Römern zu befreien, wurde aber von den Römern unter dem Oberbefehl von Metellus geschlagen. Daraufhin gründeten die Römer ihre erste Provinz im Osten, mit Thessaloniki als Hauptstadt.[14]

### Römische Periode, ca. 146 v. Chr. bis 330 n. Chr.
- Um 100 v. Chr. wurde Leibethra durch eine Naturkatastrophe zerstört und von seinen Bewohnern verlassen.
- Ca. 150 bis 200 n. Chr. wurde ein dem Dionysos geweihter Tempel in Dion erbaut.[15]
- 212 n. Chr. gewährt Rom allen Einwohnern des Imperiums die römische Bürgerschaft.[16]
- 285 n. Chr. wurde das römische Imperium geteilt, es entstanden das weströmische und das oströmische Reich.[17]
- In Dion wurden am 7. Juli eines Jahres die Nonae Capratinae abgehalten. Bei diesem Fest genossen Sklavinnen gewisse Freiheiten. Es bestand eine Verbindung zwischen der Verehrung des Zeus Hypsistos und der Nonae Capratinae, vermutlich zu Ehren des Jupiter Capitolinus, des Jupiter Optimus Maximus.[18]

Die archäologischen Funde aus der über 1000-jährigen Periode vom Ende der Eisenzeit bis zum Ende der römischen Herrschaft über Pieria sind sehr umfangreich. Dion ist hier die führende Ausgrabungsstätte, die Eigentumsfragen sind dort geklärt, die Archäologen können in einem weiträumigen Gebiet ungehindert arbeiten. Andernorts, wie beispielsweise in Methone, befinden sich Grundstücke, unter deren Oberfläche Altertümer vermutet werden, in Privatbesitz. Methone konnte einige Jahre von der Zusammenarbeit mit der University of California, Los Angeles (UCLA) profitieren; so konnten wertvolle Erkenntnisse über die Anfänge des griechischen Alphabets gewonnen werden. In Leibethra und Pydna, wo problemlos gegraben werden könnte, fehlen dem griechischen Staat derzeit die finanziellen Mittel (Mai 2018).
Die Funde werden entweder in Museen ausgestellt oder sie sind eingelagert. Voll ausgestattet ist das archäologische Museum in Dion, im Park von Leibethra sind lediglich Replikate ausgestellt, die bisherigen Funde aus Leibethra sind im Museum von Dion eingelagert. Im archäologischen Museum von Makrygialos sind kleinere Artefakte und tönerne Gefäße ausgestellt; das Museum ist (Stand Mai 2018) noch nicht für die Öffentlichkeit geöffnet.
Entdeckt wurden Münzen, Schmuck, tönerne und gläserne Gefäße, Waffen, Werkzeuge, Baumaterialien, Sarkophage, Grabstelen, Statuen, Statuetten, Brunneneinfassungen, Mosaike, eine Wasserorgel und viele andere Stücke.

### Byzantinische Periode, ca. 330 bis 1453 n. Chr.

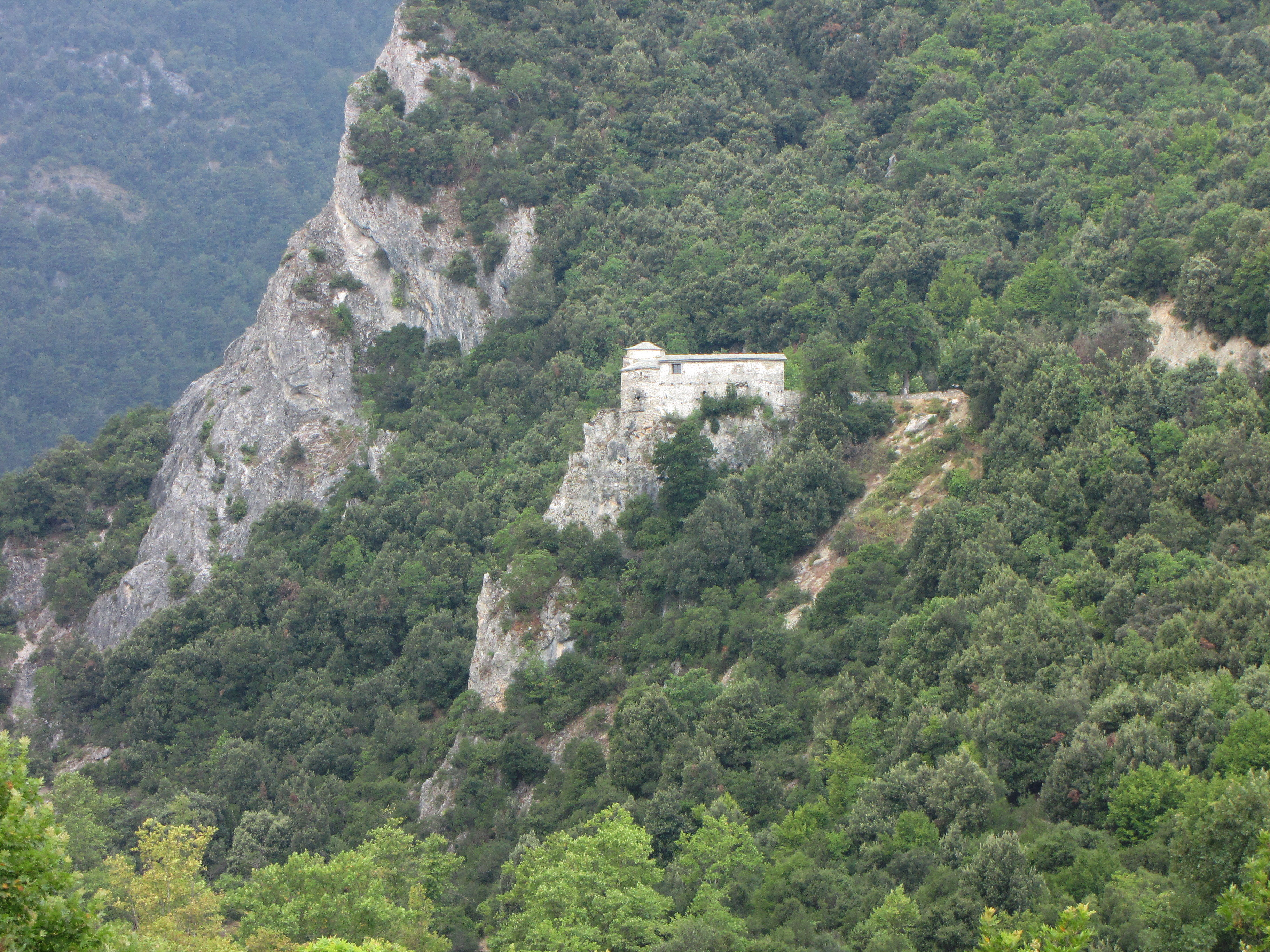
Kirche Agia Triada, Vrondou

- 343 wurde Dion zum Bischofssitz ernannt; in zwei Bauphasen wurde im 4. und 5. Jahrhundert die Basilika des Bischofs erbaut.[19]
- Im letzten Viertel des 5. Jahrhunderts wurde Louloudies, in der Nähe des antiken Pydna gelegen, zum Bischofssitz ausgebaut.
- Dion fand letztmals Erwähnung im 10. Jahrhundert als ein Verwaltungsbezirk des byzantinischen Kaisers Konstantinos Porphyrogennetos.
- Im Jahr 1055 wurde das Kloster Kanalon gegründet. Der französische Archäologe Léon Heuzey datierte die Gründung auf das Jahr 955.[20]
- Im 12. Jahrhundert wurde der Name Heraklion durch Platamon ersetzt.[21]
- Im Jahr 1204 gründeten fränkische Ritter im Zuge ihrer Eroberung von Konstantinopel das Königreich Thessaloniki, zu dem auch die Burg von Platamon gehörte.
- Gründung des Klosters Agia Triada in Sparmos; Aufzeichnungen belegen, dass das Kloster mindestens seit dem Jahr 1386 bewohnt wurde. Das genaue Datum der Gründung ist nicht bekannt, das Kloster kann durchaus älter sein.[22]

Wichtige Ausgrabungsstätten der byzantinischen Zeit sind die Burg von Platamonas, Louloudies und das Kastell von Pydna, das von fränkischen Rittern über den Ruinen der antiken Stadt gebaut wurde. Aus byzantinischer Zeit stammen die heute noch bewohnten Klöster Kanalon und Agia Triada, Sparmos. Weiterhin existieren zahlreiche Kirchenbauten aus dieser Zeit, wie die Heilige Dreifaltigkeit (Agia Triada), oberhalb von Vrondou gelegen, und die Kirche der Maria Himmelfahrt in Kontariotissa.
Bedeutende archäologische Funde aus dieser Epoche sind vorwiegend kirchlichen Ursprungs. Ausgestellt werden sie im archäologischen Museum von Dion oder in den Museen der Klöster.

## Bedeutende Ausgrabungsstätten

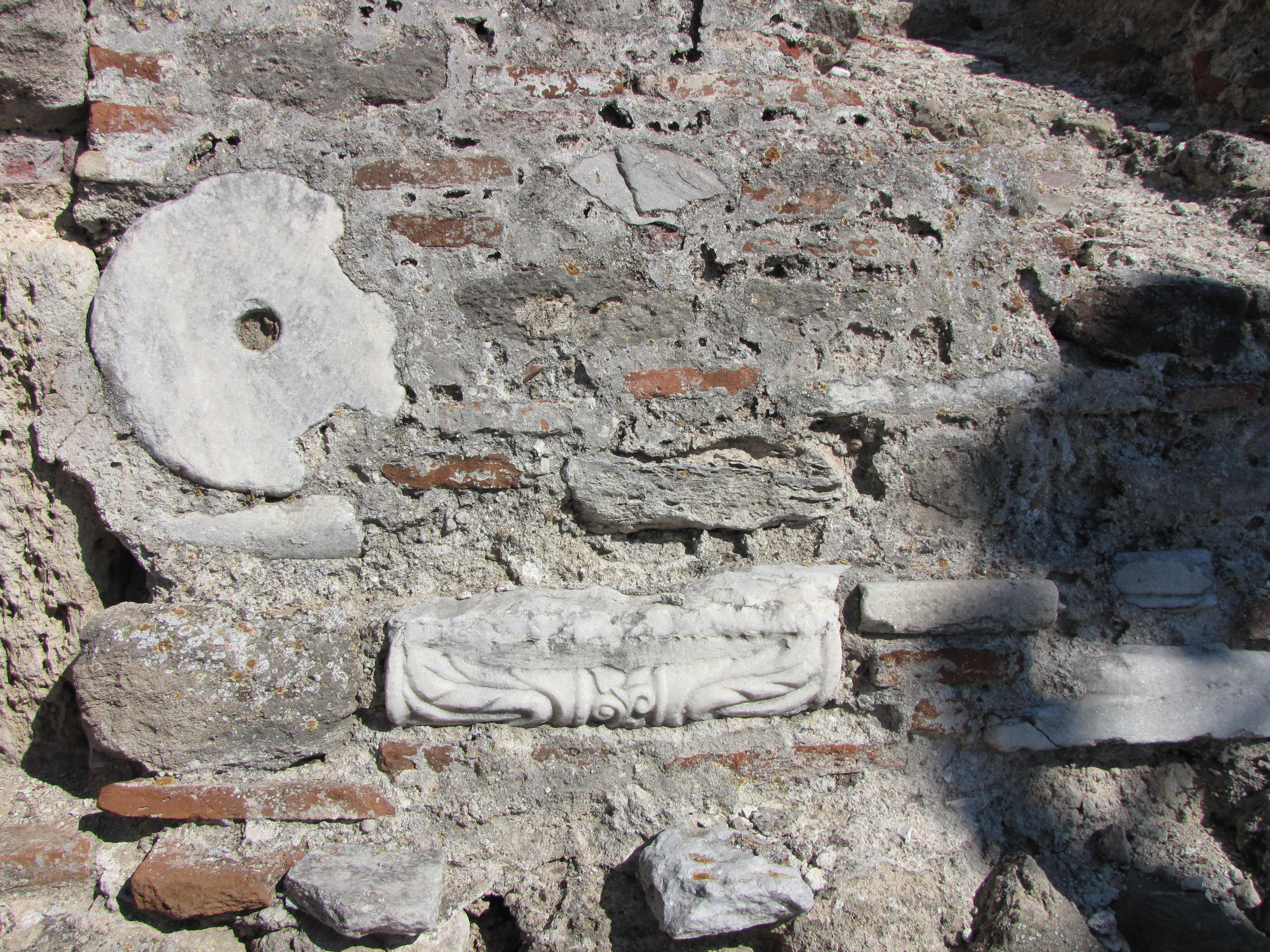
Pydna, Teil einer Mauer

- Dion
- Leibethra
- Louloudies
- Makedonische Gräber Katerini
- Makedonische Gräber Korinos
- Methone
- Platamonas, Burg
- Pydna

## Archäologische Fundstätten

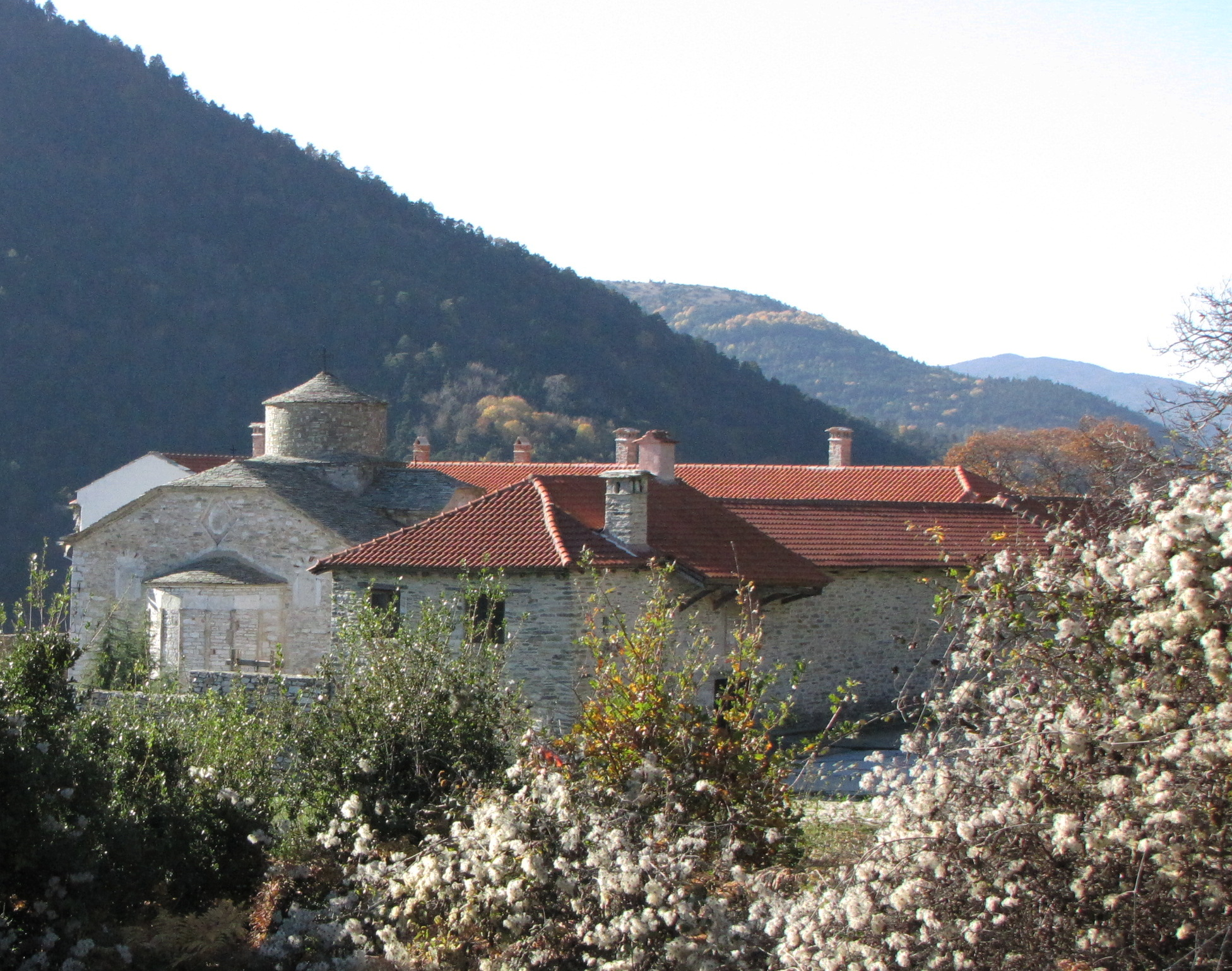
Kloster Kanalon

- Aiginio[24]
- Aiginio – Melissia[25]
- Alykes Kitrous[26]
- Kastania Kolindros[27]
- Kitros[28]
- Kompoloi[29][30]
- Korinos[31]
- Krania[32]
- Makrygialos[33]
- Nea Agathoupoli[34]
- Nekropolen von Pydna
- Pieriki Endochora[35]
- Pigi Artemidos
- Pigi Athinas (Quelle der Athene)[36]
- Platamon Stop[37]
- Ritini[38]
- Spathes
- Sevasti[39]
- Tria Platania[40]
- Treis Elies[41]
- Valtos Leptokaryas[42]
- Xerolakki[43]
- Xydias[44]